# Volksabstimmungen in der Schweiz 1898
Dieser Artikel bietet eine Übersicht der Volksabstimmungen in der Schweiz im Jahr 1898.
In der Schweiz fanden 1898 auf Bundesebene drei Volksabstimmungen statt, im Rahmen zweier Urnengänge am 20. Februar und 13. November. Dabei handelte es sich um ein fakultatives Referendum und zwei obligatorische Referenden.

## Abstimmung am 20. Februar 1898

### Ergebnis
| Nr. | Vorlage | Art | Stimm- berechtigte | Abgegebene Stimmen | Beteiligung | Gültige Stimmen | Ja      | Nein    | Ja-Anteil | Nein-Anteil | Stände | Ergebnis |
| --- | --- | --- | ------------------ | ------------------ | ----------- | --------------- | ------- | ------- | --------- | ----------- | ------ | -------- |
| 53  | Bundesgesetz betreffend die Erwerbung und den Betrieb von Eisenbahnen für Rechnung des Bundes und die Organisation der Verwaltung der schweizerischen Bundesbahnen | FR  | 734'644            | 573'565            | 78,06 %     | 569'352         | 386'634 | 182'718 | 67,91 %   | 32,09 %     | –      | ja       |

### Gründung der Schweizerischen Bundesbahnen
Nach der Annahme des Gesetzes über das Rechnungswesen der Eisenbahnen im Jahr 1896 war der Weg frei für die angestrebte Verstaatlichung der wichtigsten privaten Eisenbahngesellschaften. Im März 1897 lag der bundesrätliche Entwurf für das Rückkaufgesetz vor. Mit diesem sollten die Centralbahn, die Nordostbahn, die Vereinigten Schweizerbahnen, die Jura-Simplon-Bahn und später auch die Gotthardbahn-Gesellschaft unter dem Dach der Schweizerischen Bundesbahnen (SBB) vereinigt werden. Die parlamentarische Debatte war kontrovers und drehte sich vor allem um die Frage, ob das Vorhaben verfassungsgemäss sei; auch finanzielle Aspekte spielten eine grosse Rolle. Grundsätzliche Änderungen gab es keine, hingegen einzelne organisatorische Anpassungen mit Rücksicht auf föderalistische Interessen. Beide Kammern des Parlaments stimmten der Vorlage zu, wobei das Ergebnis im Ständerat eher knapp ausfiel. Verschiedene Gruppierungen ergriffen das Referendum, darunter der Eidgenössische Verein, die Bernische Volkspartei und Föderalisten aus der Romandie. Sie hielten die Verstaatlichung für verfassungswidrig und den vom Bund geschätzten Preis für zu optimistisch kalkuliert. In der Romandie überwogen antizentralistische Argumente. Die FDP, die SP, der Grütliverein und der Gewerkschaftsbund unterstützten das Vorhaben unter dem eingängigen Motto «Die Schweizer Bahnen dem Schweizer Volk». Von einer Staatsbahn erhofften sie sich bessere Fahrpläne und günstigere Tarife, wovon jeder einzelne und die gesamte Volkswirtschaft profitieren würden. Bei einer rekordhohen Stimmbeteiligung setzten sich die Befürworter der Verstaatlichung deutlich durch.

## Abstimmungen am 13. November 1898

### Ergebnisse
| Nr. | Vorlage | Art | Stimm- berechtigte | Abgegebene Stimmen | Beteiligung | Gültige Stimmen | Ja      | Nein    | Ja-Anteil | Nein-Anteil | Stände | Ergebnis |
| --- | --- | --- | ------------------ | ------------------ | ----------- | --------------- | ------- | ------- | --------- | ----------- | ------ | -------- |
| 54  | Bundesbeschluss betreffend Revision des Artikels 64 der Bundesverfassung (Vereinheitlichung des Zivilrechts)         | OR  | 734'075            | 387'226            | 52,75 %     | 366'676         | 264'914 | 101'762 | 72,25 %   | 27,75 %     | 16½:5½ | ja       |
| 55  | Bundesbeschluss betreffend Aufnahme eines Artikels 64bis in die Bundesverfassung (Vereinheitlichung des Strafrechts) | OR  | 734'075            | 387'593            | 52,79 %     | 368'390         | 266'610 | 101'780 | 72,37 %   | 27,63 %     | 16½:5½ | ja       |

### Vereinheitlichung des Zivilrechts
Im 19. Jahrhundert lagen viele Gesetzgebungskompetenzen bei den Kantonen, darunter das gesamte Zivilrecht. Die Folge war eine Zersplitterung mit grossen Unterschieden zwischen den Kantonen und insbesondere den Sprachregionen, da diese mehr oder weniger den Rechtstraditionen des Deutschen Reichs, Frankreichs oder Italiens folgten. Auch nach der Totalrevision der Schweizer Bundesverfassung 1874 blieben Vereinheitlichungen auf Bereiche der Wirtschaft beschränkt. 1883 begann der Schweizerische Juristenverein, eigenhändig die Vereinheitlichung des Zivilrechts vorzubereiten. Unter der Federführung von Louis Ruchonnet stellte der Bundesrat im November 1896 den Antrag auf eine Verfassungsänderung, welche die Gesetzgebungskompetenz für ein einheitliches Zivilrecht schaffen sollte. Im Juni 1898 stimmten beide Parlamentskammern der Änderung zu. Nennenswerten Widerstand gab es keinen und die wenigen Gegner traten öffentlich kaum in Erscheinung. Die breite Front der Befürworter argumentierte, die bestehende Rechtszersplitterung behindere die immer enger werdenden wirtschaftlichen und privaten Beziehungen zwischen den Kantonen. Hingegen trage die Vereinheitlichung zur Nationenbildung bei. Die Stimmberechtigten nahmen die Vorlage mit deutlichem Volks- und Ständemehr an.

### Vereinheitlichung des Strafrechts
Ähnlich wie beim Zivilrecht war auch das Strafrecht von Kanton zu Kanton unterschiedlich. So konnten die Strafen bei zahlreichen Verbrechen stark variieren, je nachdem wo sie begangen wurden. 1887 verabschiedete der Schweizerische Juristenverein eine Resolution, die den Bundesrat dazu aufforderte, die Vereinheitlichung des Strafrechts in Angriff zu nehmen. Im selben Jahr überwies der Nationalrat eine Motion von Ludwig Forrer mit gleicher Stossrichtung. Auch in diesem Bereich stellte der Bundesrat im November 1896 einen Antrag auf Verfassungsänderung, worauf beide Parlamentskammern im Juni 1898 zustimmten. Allerdings legten sie in einem Zusatz fest, dass Gerichtsorganisation, Gerichtsverfahren und Rechtsprechung weiterhin bei den Kantonen verbleiben sollten. Auch diese Vorlage stiess auf keinen nennenswerten Widerstand. Die Befürworter versprachen sich von der Vereinheitlichung des Strafrechts insbesondere einen verbesserten und wirksameren Kampf gegen Verbrechen und als Folge davon eine Abnahme der Deliktzahlen. Auch diese Vorlage wurde deutlich angenommen, doch die Einführung des Strafgesetzbuches verzögerte sich um viele Jahre und erfolgte erst 1942.